# Estación La Calera (General Belgrano)
La Calera es una estación de ferrocarril ubicada en la ciudad de La Calera, Provincia de Córdoba, Argentina.

## Servicios
Es una de las estaciones intermedias del servicio interurbano que presta la empresa estatal Trenes Argentinos Operaciones del denominado Tren de las Sierras entre Alta Córdoba y Capilla del Monte. Presta dos servicios ida y vuelta cada día hábil entre cabeceras.
Las vías por donde corre el servicio, corresponden al Ramal A1 del Ferrocarril General Belgrano.

## Ubicación
Se encuentra en la ciudad La Calera, que forma parte del Gran Córdoba.

## Imágenes

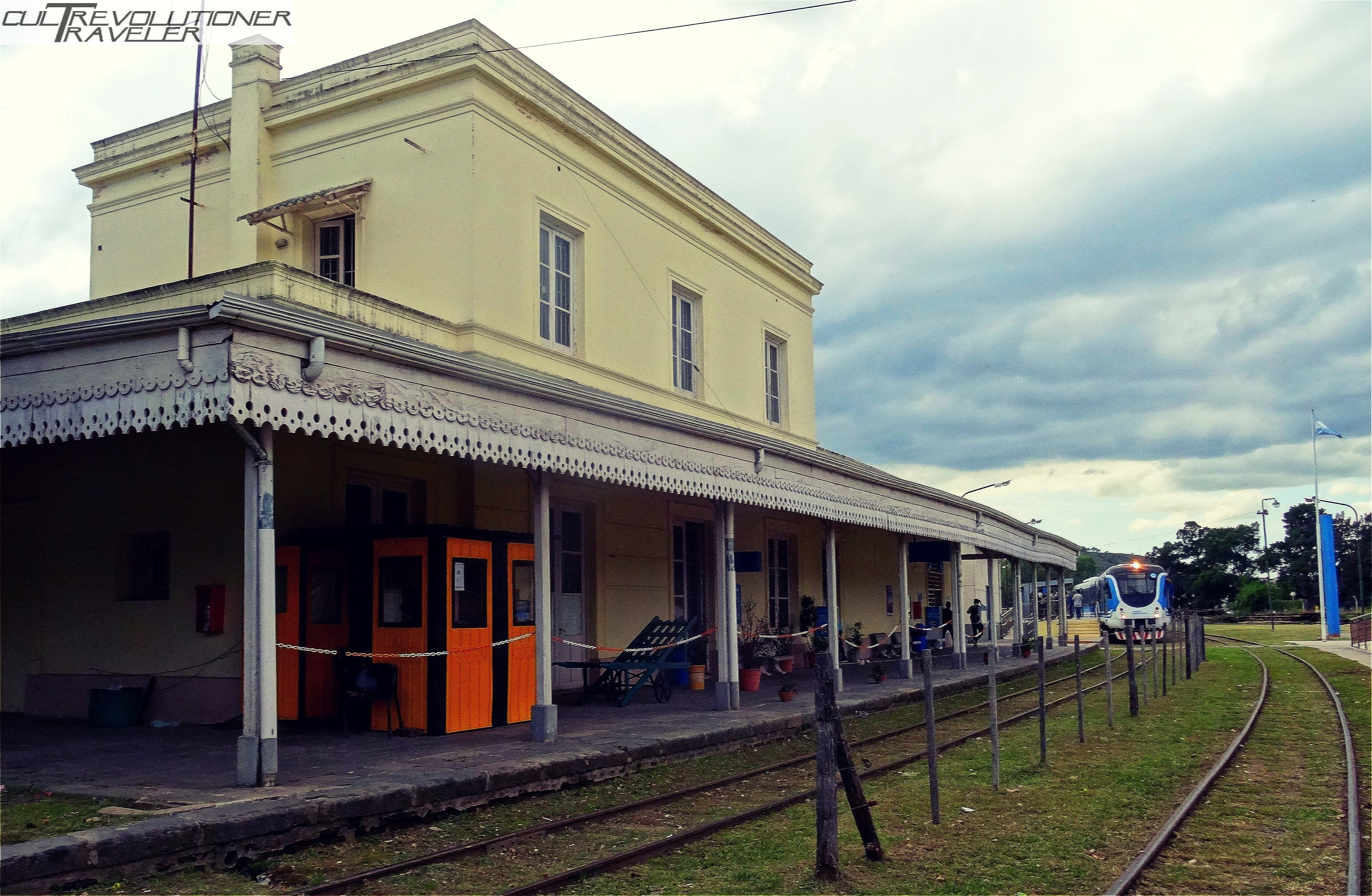
Estación